# Язеп Дила
Язеп Дила, біл. Язэп Дыла, справжнє ім'я Йосип Левонович Дила (* 14 квітня 1880, Слуцьк — † 7 квітня 1973, Саратов) — білоруський прозаїк, драматург, громадський і культурний діяч.

## Біографія
Народився у Слуцьку в сім'ї службовця. Брат його батька був останнім слуцьким батлейником. У 1890–1898 навчався у Слуцькій гімназії. З четвертого класу брав участь у гуртку самоосвіти. У роки навчання в гімназії був знайомим з Ольгердом Обуховичем. У 1899–1903 роках навчався у Юрієвському ветеринарному інституті, звідки був виключений за участь в студентських протестах без права на вступу у інші вищі навчальні заклади. У 1903–1904 у Мінську працював у газеті «Северо-Западный край». У 1905 очолював організаційну групу Мінського комітету РСДРП. У 1906–1918 працював у видавництвах Петербурга, Оренбурга, Казані, Москви, був особисто знайомий з Олександром Купріним, Михайлом Арцибашевим та іншими російськими письменниками. З грудня 1918 по лютий 1919 року працював наркомо праці у Тимчасовому робочо-селянському уряді Білорусі. У 1921–1924 посідав різні керівні посади: голова центрсоюззу споживчих товариств Білоруського краю, голова Державної планової комісії БСРС, замісник голови по районувані БРСР. Короткий час працював у щойно створеному Інституті білоруської культури. Разом з професором Володимиром Пічетою, академіком Юхимом Карським розробив статут Інбілкульту, був очільником цієї установи. У квітні 1925 був призначений директором Білоруського театру імені Я. Купали (БДТ-1). З жовтня 1926 по 1928 — знову працює у Інбілкульті: вчений секретар, а також завідувач секції з вивчення білоруського мистецтва. Більше семи місяців відповідав за літературно-мистецькі справи у Білоруському державному кіно, а з квітня 1929 працював інспектором Головмистецтва Наркомосвіти.
Арештований ДПУ БРСР 18 липня 1930 по справі «Союзу визволення Білорусі», 10 квітня 1931 засланий у Кунгур Пермського краю на 5 років. Потім жив в Саратові. 22 серпня 1938 знову арештований (10 березня 1939 провадження справи зупинили). Реабілітований 15 листопада 1957 року.
Помер 7 квітня 1973 року у Саратові.

## Творчість
Перша літературна публікація Язепа Дила з'явилася у 1912 році в газеті «Наша Ніва». Він є автором оповідань «Перед світанком…» (1912), «Усурійський хижак» та «Злякався… дурненький!», історичного роману «На шляху з варяг у греки» (1944–1945), повісті «В ім'я дітей» (1968), п'єс «Панський гайдук» (1926), «Падуанський студент» і «Юнак з Крошина» (1965).
Автор публіцистичних статей «Через муки — до щастя комунізму» (1918), «Білоруське життя у Москві» (1918) і «Білоруська секція Російської комуністичної партії» (1918). Також проявив себе і як мемуарист: «Письменник-демократ Ольгерд Обухович» (1958), «Людина великого серця» (1960), «Світлий образ» (1957), «Зустріч в П'ятигорську» (1959), «Про Тишка Гартного» і «Зустрічі з Яном Райнісом».
У своїх статтях з історії культури досліджував винекнення білоруського театру: «Театральна „задумка“ 1892 р. у Радашковичах» (1957), «Білоруські спектаклі у період революції 1905 року» (1957), «Перший професійний театр» (1967), "Мінська трупа «Першого товариства білоруської драми та комедії» (1920-ті), «Білоруські драматичні гуртки на Случчині», «Ранні іскри таланту» та інш.